# Caldiserica
Caldiserica este o încrengătură care conține un singur gen, Caldisericum. Genul conține o singură specie, bacteria Caldisericum exile, care este suficient de diferită de celelalte bacterii astfel încât să fie separată într-un filum diferit. Este o specie termofilă.